# Новотроицкое (Тукаевский район)
Новотроицкое — село в Тукаевском районе Татарстана. Административный центр Новотроицкого сельского поселения.

## География
Находится в северо-восточной части Татарстана на расстоянии приблизительно 4 км на юго-восток от южной границы районного центра города Набережные Челны у речки Челна.

## История
Основано не позднее 1780-х годов, упоминалось также как Мулловка. В 1852 году здесь была открыта Троицкая церковь, в 1877 земская школа, библиотека (открыта в 1903 г.), водяная мельница. В 1929 году был образован колхоз "имени Азина", который в 1957 году влился в совхоз "Татарстан". В 1965 году образован совхоз "Новотроицкий". 

## Население
Постоянных жителей было: в 1795—426, в 1870—818, в 1897—914, в 1913—839, в 1920—754, в 1926—486, в 1938—404, в 1949—860, в 1958—491, в 1970—371, в 1979—658, в 1989—608, 785 в 2002 году (русские 43 %, татары 49 %), 1006 в 2010.

## Инфраструктура
В селе имеется средняя школа, дом культуры, библиотека.

## Культура
Троицкая церковь (памятник архитектуры середины XIX в.) - с 2003 года ведутся богослужения и реставрационные работы; также действует мечеть. 